# ASP rendszer a helyi önkormányzatoknál
Az önkormányzati rendszer megújításával szükségszerűvé vált az önkormányzatoknál folyó, a lakosságot érintő közigazgatási munka informatikai szolgáltatásokkal történő támogatása.
Az önkormányzati ASP szolgáltatás szabályozott, átlátható működése érdekében szabályozási feladatok is szükségesek voltak. A Magyarország helyi önkormányzatairól szóló 2011. évi CLXXXIX. törvény módosításáról szóló 2016. évi LIV. törvény hatálybalépése 2016. július 1-jén megtörtént. Az Mötv. felhatalmazása alapján került megalkotásra az önkormányzati ASP rendszerről szóló 257/2016. (VIII. 31.) Korm. rendelet (továbbiakban: ASP Rendelet), mely 2016. szeptember 3-án hatályba lépett.

## Az önkormányzati ASP rendszer elemei
A rendszert a Magyar Államkincstár üzemelteti. - alkalmazás központ.

### I. Keretrendszer
A Keretrendszer a szakrendszerek számára egységes felületet és hozzáférést, az egységes felhasználó-, és jogosultságkezelést, valamint a rendszerszintű menedzsment (üzleti) funkciók elérését biztosítja. A kormányrendelet alapján a jogosultságkezelés folyamata önkormányzatonként elkülönülten történik a Keretrendszerben.
Az önkormányzatok a Keretrendszerben külön izolációs egységet, úgynevezett tenantot alkotnak, ezáltal biztosítva az elkülönült adatok tárolását.

### II. Szakrendszerek
1. ADÓ szakrendszer
2. Gazdálkodási szakrendszer
3. Ingatlanvagyon kataszter szakrendszer
4. Ipar- és kereskedelmi szakrendszer
5. Iratkezelő szakrendszer
6. Portál rendszer (ELÜGY, települési portál, elektronikus űrlap szolgáltatás)
7. Hagyatéki leltár szakrendszer